# Viktorsberg
Viktorsberg est une commune autrichienne du district de Feldkirch dans le Vorarlberg.